# Романов, Юрий Николаевич
О советском футболисте 1936 года рождения см. статью Романов, Юрий Михайлович.
Ю́рий Никола́евич Рома́нов (1947) — советский футболист, защитник. Мастер спорта СССР.

## Карьера
С 1966 по 1970 год играл за ростовский СКА, в составе которого дебютировал в высшей по уровню лиге СССР, где провёл 36 встреч и забил 2 гол в сезонах 1968 и 1969 годов. В 1969 году стал финалистом Кубка СССР, в котором сыграл в том сезоне 1 матч. Ещё 2 встречи в Кубке сыграл в сезонах 1966/67 и 1967/68.
С 1971 по 1972 год был в составе воронежского «Труда». 1973 год провёл в рядах клуба «Калитва». Сезон 1974 года начал в рижской «Даугаве», затем пополнил ряды «Кубани», за которую сыграл 3 матча в первенстве.

## Достижения
- Финалист Кубка СССР: 1969